# Arnout Lodewijk van Schelven
Arnout Lodewijk (Noud) van Schelven (Rotterdam, 26 december 1913 – Enschede, 5 april 2013) was een Nederlands historicus en lector in de geschiedenis van de techniek. Hij was in diverse hoedanigheden zo'n vijftig jaar actief in het maatschappelijk middenveld in Twente.

## Afkomst, opleiding, promotie
Van Schelven was een telg uit het in 1953 in het Nederland's Patriciaat opgenomen geslacht Van Schelven en een zoon van kantonrechter mr. Arnout Jacob van Schelven (1882-1932) en  Anna van Löben Sels (1881-1977). Hij trouwde in 1947 met Carla Adrienne van Nierop (1917-2012), met wie hij vier kinderen kreeg. Hij studeerde geschiedenis aan de Vrije Universiteit in Amsterdam. Hij begon zijn loopbaan in 1942 als leraar aardrijkskunde aan de Rijks- en Christelijke HBS in Dordrecht. Vlak na de Tweede Wereldoorlog kuurde hij in Zwitserland om van een tbc-infectie te herstellen.
Terug in Rotterdam werd hij directeur van het Instituut voor de Rijpere Jeugd, een instelling die zich bezighield met wat toen moeilijk opvoedbare jongeren werden genoemd. Daarnaast werkte hij aan zijn promotie-onderzoek over de laat-17e-eeuwse, aan de Admiraliteit van de Maze verbonden Brielse admiraal Philips van Almonde. Hij promoveerde in 1947 op Philips van Almonde, admiraal van de gecombineerde vloot 1644-1711.

## Werkzaamheden gerelateerd aan de Twentse textielindustrie

### Stichting Aanzien Textielvak
Door bezoeken aan zijn broer, die op het landgoed Weldam werkte, kwam hij in contact met leden van de Twentse elite, op wie hij blijkbaar een gunstige indruk maakte. In 1950 verhuisde hij met zijn gezin naar Twente, naar later bleek voorgoed. Hij was gevraagd om directeur van de Stichting Aanzien Textielvak te worden. Deze stichting, opgericht op initiatief van een aantal Twentse textielfabrikanten, stelde zich tot doel om het gebrek aan arbeidskrachten, waarmee de regionale textielindustrie in Twente in de naoorlogse jaren worstelde, structureel aan te pakken. Daarnaast nam hij ook de redactie van het tijdschrift Spil en Spoel op zich. Ook gaf hij les in personeelsbeleid aan de Hogere Textielschool (HTS) en doceerde hij aan de bazencursus van de Textielavondschool. Daarnaast hield hij bezig met de toekomst van de textielindustrie.

### Stichting Textielgeschiedenis
In 1952 was hij een van de initiatiefnemers voor de oprichting van de Werkgroep Textielgeschiedenis, later Stichting Textielgeschiedenis. Hij had samen met een aantal anderen geconstateerd dat de geschiedschrijving van de Twentse textielindustrie na 1873 op dat moment nog niet van de grond was gekomen. Tussen 1952 en 2013 zijn er 52 jaarboeken verschenen. Het Twents-Achterhoeks textielmuseum, geopend in 1965, werd door de Stichting Textielgeschiedenis geïnitieerd.

### Onderzoek naar industrieel klimaat in Hengelo
Daarnaast bleef hij in deze tijd ook actief op geschiedkundig terrein. In 1966 publiceerde hij zijn boek Hengeler Wind, over de ontwikkeling van het industrieel klimaat van zijn woonplaats Hengelo in de periode tussen 1865 en 1965.

## Lector aan de Technische Hogeschool Twente
Rond 1968 werd van Schelven benaderd vanuit de Technische Hogeschool Twente (THT) om daar het onderwijs en onderzoek in de geschiedenis van de techniek op te zetten, vooral met de bedoeling het historisch besef van de toekomstige ingenieurs te bevorderen. Op dat moment stond het vakgebied geschiedenis van de techniek in Nederland nog in de kinderschoenen. Vanaf 1972 als gewoon lector had Van Schelven grote vrijheid hier zelf vorm aan te geven.

## Werkzaamheden na zijn pensioen
In 1979 ging hij met pensioen. Direct na zijn afscheid aan de THT werd Van Schelven gevraagd om een bedrijfsgeschiedenis van de textielonderneming Van Heek & Co te schrijven. Hij kreeg daartoe toegang toe het bedrijfsarchief en kon tijdens zijn  werkzaamheden over een kantoorruimte op landgoed Zonnebeek beschikken. Dit onderzoek mondde in 1984 uit in het boek Onderneming & Familisme.
Via Bernard van Heek kwam hij vervolgens in contact met de Stichting Twickel. Hier werkte hij mee aan de inventarisatie van het archief van Twickel. Dit werk was in 1993 voltooid. Daarna schreef hij op zeer hoge leeftijd (hij was al bijna 90) nog zijn mémoires, Weefsel van herinneringen, later gevolgd door een boekje over de Hengelose wijk Grundel, waar hij toen vijftig jaar had gewoond. Hij overleed op bijna 100-jarige leeftijd in 2013.

## Publicaties
- Philips van Almonde, admiraal van de gecombineerde vloot, 1644-1711. (1947: proefschrift)
- Hengeler Wind. De ontwikkeling van het industrieel klimaat van Hengelo sinds 1865. (1965: Uitgave ter gelegenheid van het 100-jarig bestaan van de Koninklijke Nederlandse Katoenspinnerij N.V.)
- Techniek op de tijd-as. (1974)
- Techniek, innovatie, arbeid in historisch perspectief. (1979: afscheidscollege)
- Onderneming en familisme. Opkomst, bloei en neergang van de textielonderneming Van Heek & Co te Enschede. (1984)
- Weefsel van herinneringen. Levensverhaal van Arnout Lodewijk van Schelven. (2001)
- Grundel. Van boerenplaatsje tot villawijk. (2002²)